# Marie Kumlin
Marie Kumlin (Uppsala, 2 aprile 1959) è un'ex cestista svedese.

## Carriera
Con la Svezia ha disputato tre edizioni dei Campionati europei (1978, 1981, 1983).